# Європейський кіноприз найкращій акторці
Європейський кіноприз найкращій акторці
Переможницю серед номінанток за найкращу жіночу роль визначають члени Європейської кіноакадемії починаючи з першої церемонії нагороджування що відбулася 26 листопада 1988 року в Західному Берліні, Німеччина. Найчастіше лауреатками премії ставали британські та французькі акторки (8 перемог).
| Статистика                         | Акторка          | К-сть | Роки                    |
| Найбільше нагород                  | Жульєт Бінош     | 2     | 1992, 1997              |
| Найбільше нагород                  | Ізабель Юппер    | 2     | 2001, 2002              |
| Найбільше нагород                  | Кармен Маура     | 2     | 1988, 1990              |
| Найбільше номінацій (* — Перемога) | Пенелопа Крус    | 4     | 1999, 2004, 2006*, 2009 |
| Найбільше номінацій без перемог    | Наталі Бай       | 2     | 1999, 2006              |
| Найбільше номінацій без перемог    | Шарлотта Генсбур | 2     | 2009, 2011              |
| Найбільше номінацій без перемог    | Мартіна Гедек    | 2     | 2002, 2006              |
| Найбільше номінацій без перемог    | Сібель Кекіллі   | 2     | 2004, 2010              |
| Найбільше номінацій без перемог    | Лаура Моранте    | 2     | 2001, 2002              |
| Найбільше номінацій без перемог    | Одрі Тоту        | 2     | 2001, 2005              |

## Лауреатки та номінантки

### 1980-ті роки
| Рік  | Лауреатки                                                  | Номінантки |
| ---- | ---------------------------------------------------------- | --- |
| 1988 | Кармен Маура — Жінки на межі нервового зриву, за роль Пепи | Тінна Ґуннлауґсдоттір — У тіні ворона Орнелла Муті — Особистий код Керол Скенлан — Рефер і судно Дорел Вісан — Якоб                |
| 1989 | Рут Шін — Великі сподівання, за роль Ширлі                 | Сабіна Азема — Життя й більше нічого Сніжана Богданович — Кудуз Корінна Харфух — Зустріч в Траверсі Наталія Негода — Маленька Віра |

### 1990-ті роки
| Рік  | Лауреатки | Номінантки |
| ---- | --- | --- |
| 1990 | Кармен Маура — Ай, Кармель!, за роль Кармели                                                                                | Анн Броше — Сірано де Бержерак Крістіна Янда — Допит                                                                           |
| 1991 | Клотільда Куаро — Маленький злочинець, за роль Наталі                                                                       | Жулі Дельпі — Мандрівник Сіґрідур Хаґалін — Діти природи                                                                       |
| 1992 | Жульєт Бінош — Коханці з Нового мосту, за роль Мішель Стален                                                                | Йоханна тер Стіг — Солодка Емма, дорога Боба Барбара Сукова — Європа                                                           |
| 1993 | Майа Моргенштерн — Дуб, за роль Нели                                                                                        | Карла Гравіна — Довге мовчання Тільда Свінтон — Орландо                                                                        |
| 1994 | Премію не присуджували | Премію не присуджували |
| 1995 | Премію не присуджували | Премію не присуджували |
| 1996 | Емілі Вотсон — Розсікаючи хвилі, за роль Бесс МакНіл                                                                        | |
| 1997 | Жульєт Бінош — Англійський пацієнт, за роль Ганни                                                                           | Кетрін Картлідж — Кар'єристки Бріжит Роюан — Після сексу Емма Томпсон — Зимовий гість                                          |
| 1998 | Елоді БушеНаташа Реньє Елоді Буше та Наташа Реньє — Мрійливе життя янголів, за ролі Ізабель Тостін та Марі Томас відповідно | Дінара Друкарова — Про виродків і людей Аннет Малербе — Малюк Тоні                                                             |
| 1999 | Сесилія Рот — Все про мою матір, за роль Мануели Колеман Ечеваррії                                                          | Наталі Байє — Порнографічні справи Пенелопа Крус — Дівчина твоєї мрії Емілі Дек'єнн — Розетта Ібен Яйлє — Остання пісня Міфуне |

### 2000-ні роки
| Рік  | Лауреатки | Номінантки |
| ---- | --- | --- |
| 2000 | Бйорк — Та, що танцює у темряві, за роль Сельми Жескової | Бібіана Біглау — Тиша після Пострілу Лена Ендре — Невірник Сільві Тестю — Полонянка Джулія Волтерс — Біллі Елліот                                                                                              |
| 2001 | Ізабель Юппер — Піаністка, за роль Еріки Кохут | Аріан Аскарайд — У місті тихо Лаура Моранте — Кімната сина Шарлотта Ремплінг — Під піском Стефанія Сандреллі — Останній поцілунок Одрі Тоту — Амелі                                                            |
| 2002 | Весь акторський склад фільму: Катрін Денев, Ізабель Юппер, Еммануель Беар, Фанні Ардан, Вірджинія Ледоєн, Даніель Дарині, Людівін Саньє та Фермін Річард — 8 жінок за всі жіночі ролі у фільмі | Оксана Акіньшина — Ліля назавжди Еммануель Девос — Читай по губах Мартіна Гедек — Непереборна Марта Лаура Моранте — Подорож під назвою любов Саманта Мортон — Моверн Каллар Каті Оутінен — Людина без минулого |
| 2003 | Шарлотта Ремплінг — Басейн, за роль Сари Мортон | Діана Думбрава — Марія Гелен Міррен — Дівчата з календаря Енн Рейд — Мати Катя Ріманн — Розенштрассе Катрін Зас — Ґуд бай, Ленін!                                                                              |
| 2004 | Імелда Стонтон — Віра Дрейк, за роль Віри Дрейк | Сара Адлер — Наша музика Валерія Бруні-Тедескі — 5x2 Пенелопа Крус — Не йди Сібель Кекіллі — Головою об стіну Асі Леві — Камені                                                                                |
| 2005 | Джулія Джентш — Останні дні Софі Шолл, за роль Софі Шолль | Жульєт Бінош — Приховане Сандра Кекареллі — Життя, яке я хочу Конні Нілсен — Брати Наталі Прес — Моє літо кохання Одрі Тоту — Довгі заручини                                                                   |
| 2006 | Пенелопа Крус — Повернення, за роль Раймунди | Наталі Байє — Молодий лейтенант Мартіна Гедек — Життя інших Сандра Халлер — Реквієм Міряна Карановіч — Грбавіца Сара Поллі — Таємне життя слів                                                                 |
| 2007 | Гелен Міррен — Королева, за роль королеви Великої Британії Єлизавети II | Маріон Котіяр — Життя у рожевому кольорі Меріен Фейтфул — Ірина Палм зробить це краще Керіс Ван Гутен — Чорна книга Анамарія Марінка — Чотири місяці, три тижні і два дні Ксенія Рапопорт — Незнайомка         |
| 2008 | Крістін Скотт Томас — Я так давно тебе кохаю, за роль Жюлєтти Фонтен | Хіам Аббасс — Лимонне дерево Арта Доброші — Мовчання Лорни Саллі Хокінс — Безтурботна Белен Руеда — Притулок Урсула Вернер — На дев'ятому небі                                                                 |
| 2009 | Кейт Вінслет — Читець, за роль Ганни Шміц | Пенелопа Крус — Розірвані обійми Шарлотта Генсбур — Антихрист Кеті Джарвіс — Акваріум Йоланда Моро — Серафина із Санліса Нумі Рапас — Дівчина з татуюванням дракона                                            |

### 2010-ті роки
| Рік  | Лауреатки                                                     | Номінантки |
| ---- | ------------------------------------------------------------- | --- |
| 2010 | Сільвія Тестю — Лурд, за роль Крістіни                        | Звінка Світесич — На шляху Сібель Кекіллі — Чужа Леслі Менвіл — Ще один рік Лотте Вербеек — Нічого особистого                                                                            |
| 2011 | Тільда Свінтон — Щось не так з Кевіном, за роль Єви Хачадурян | Сесіль Де Франс — Хлопчик з велосипедом Кірстен Данст — Меланхолія Шарлотта Генсбур — Меланхолія Надежда Маркіна — Олена                                                                 |
| 2012 | Еммануель Ріва — Любов, за роль Енн                           | Емілі Декьенн — Любити без причини Ніна Госс — Барбара Маргарете Тізель — Рай: Любов Кейт Вінслет — Різанина                                                                             |
| 2013 | Веерле Баатенс — Розірване коло, за роль Елізи Вандевельде    | Лумініта Георгіу — Поза дитини Кіра Найтлі — Анна Кареніна Барбара Зукова — Ганна Арендт Наомі Воттс — Неможливе                                                                         |
| 2014 | Маріон Котіяр — Два дні, одна ніч, за роль Сандри             | Маріан Альварес — Рана Валерія Бруні-Тедескі — Ціна людини Шарлотта Генсбур — Німфоманка Агата Тшебуховска та Агата Кулеша — Іда                                                         |
| 2015 | Шарлотта Ремплінг — 45 років                                  | Маргеріта Бай — Моя мати Лая Коста — Вікторія Алісія Вікандер — Ex Machina Рейчел Вайс — Юність                                                                                          |
| 2016 | Сандра Хюллер — Тоні Ердманн, за роль Інес Конраді            | Валерія Бруні-Тедескі — Як навіжені Тріне Дюргольм — Комуна Емма Суарес, Адріана Угарте — Джульєтта Ізабель Юппер — Вона                                                                 |
| 2017 | Александра Борбей — Тіло і душа, за роль Марії                | Паула Бір — Франц Жульєт Бінош — Нехай світить сонце Флоренс П'ю — Леді Макбет Ізабель Юппер — Хепі-енд                                                                                  |
| 2018 | Йоанна Кулиг — Холодна війна                                  | Марі Баумер — Три дні з Ромі Шнайдер Барбара Ленні — Петра Єва Меландер — На межі світів Альба Рорвахер — Щасливий Ладзаро Галлдора Ґейгадсдоттір — Гірська жінка: на війні              |
| 2019 | Олівія Колман — Фаворитка                                     | Тріне Дюргольм — Королева сердець Адель Енель Ноемі Мерлан — Портрет дівчини у вогні Вікторія Мірочниченко — Дилда Альба Рорвахер — Щасливий Ладзаро Гелена Ценгель — Руйнівниця системи |

### 2020-ті роки
| Рік  | Лауреатки                           | Номінантки |
| ---- | ----------------------------------- | --- |
| 2020 | Паула Бір — Ундіна                  | Наталя Бережна — Дау. Наташа Андреа Брайн Говіг — Надія Ніна Госс — Моя маленька сестра Марта Ньєто — Мама Ане Даль Торп — Чартер                                  |
| 2021 | Ясна Джуричич — Куди ти йдеш, Аїдо? | Сейди Гаарла — Купе номер шість Кері Малліган — Перспективна дівчина Ніна Госс — Моя маленька сестра Ренате Реінсве — Найгірша людина в світі Агат Руссель — Титан |
| 2022 | Вікі Кріпс — Корсаж                 | Пенелопа Крус — Паралельні матері Зара Амір Ебрахімі — Вбивця «Святий павук» Мельтем Каптан — Рабіє Курназ проти Джорджа Буша Леа Сейду — Одним чудовим ранком'    |
| 2023 | Сандра Гюллер — Анатомія падіння    | Ека Чавлеїшвілі — Дрізд, дрізд, ожина Альма Пейсті — Опале листя Міа Маккенна-Брюс — Як займатися сексом Леоні Бенеш — Вчительська Сандра Гюллер — Зона інтересу   |